# Parc provincial de Pokeshaw
Le parc provincial de Pokeshaw (prononciation : pok-chat) est un parc situé dans la région des Caps, entre Grande-Anse et Bathurst, au nord-est de la province du Nouveau-Brunswick, au Canada.

## Histoire
Le parc est nommé ainsi d'après la rivière Pokeshaw, Pooksaak en langue micmaque, dont le nom signifie possiblement étroit à l'embouchure.
Le rocher a été inclus en 2014 dans la zone naturelle protégée de Pokeshaw.

## Site

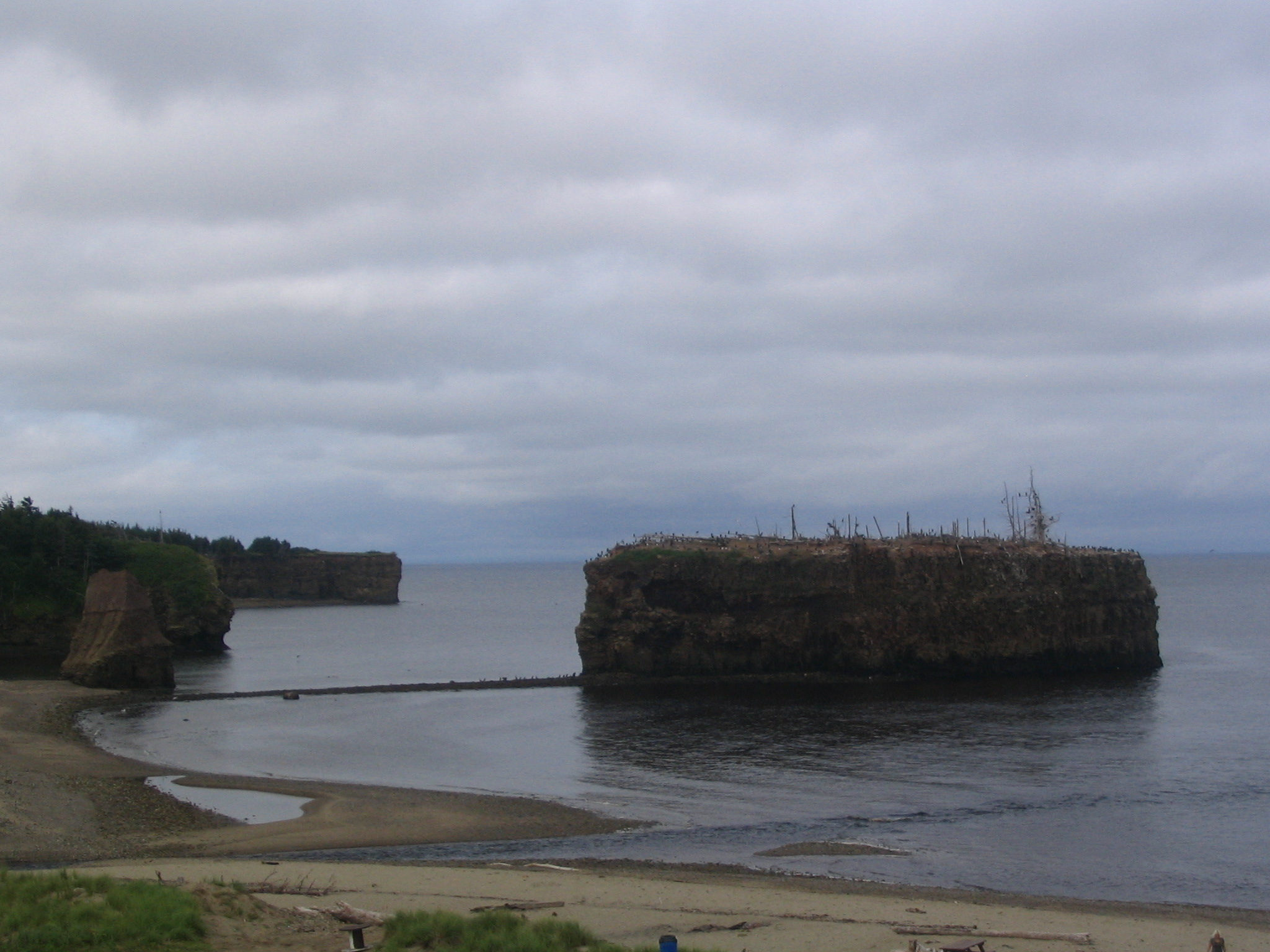
Rocher de Pokeshaw
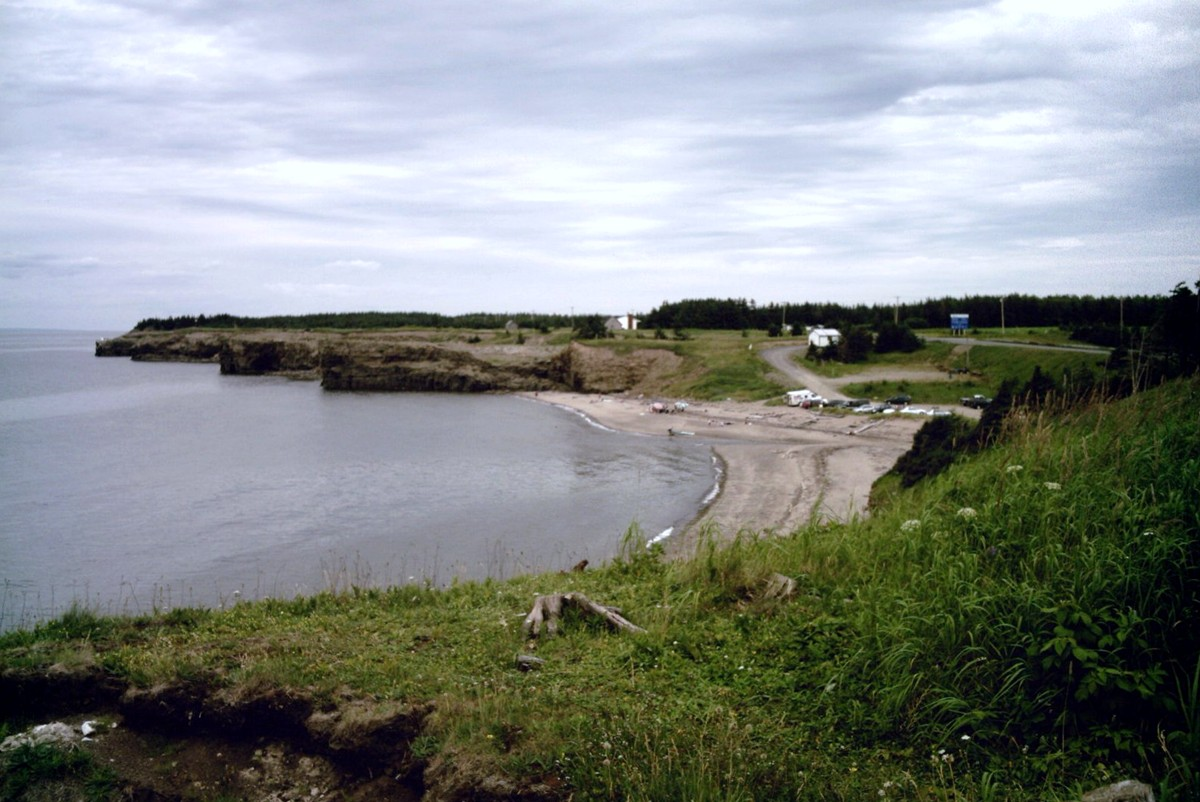
La plage au Parc provincial de Pokeshaw
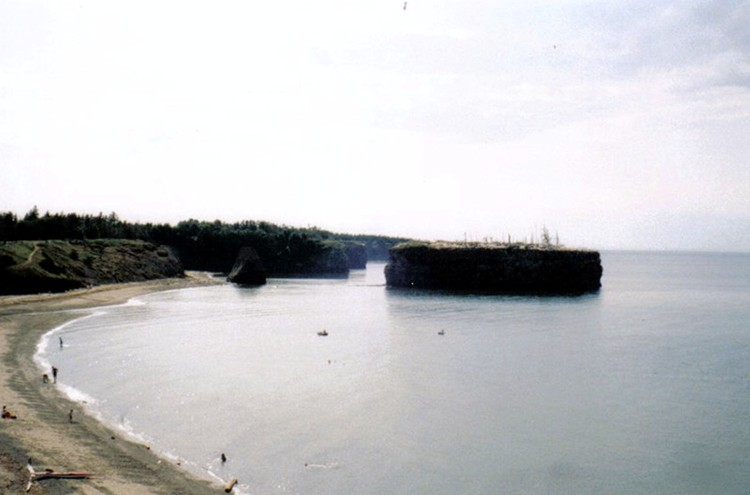
La plage au Parc provincial de Pokeshaw avec le rocher

Dans le petit estuaire formé par la rivière Pokeshaw se trouve le rocher de Pokeshaw, mesurant environ 90 mètres par 40 mètres et orienté nord-sud. Le rocher abrite une colonie de cormorans. Les arbres sur le rocher prirent feu en 1994, à cause du guano.
Le parc comprend plusieurs formations rocheuses dont le rocher et une plage non surveillée. À cause de restrictions budgétaires, le parc est maintenant géré par une tierce partie.
La Petite Rivière Pokeshaw se déverse à environ un kilomètre à l'ouest du parc.

### Lien et documents externe
- Le parc Pokeshaw